# Kriegsgerichtsbarkeitserlass

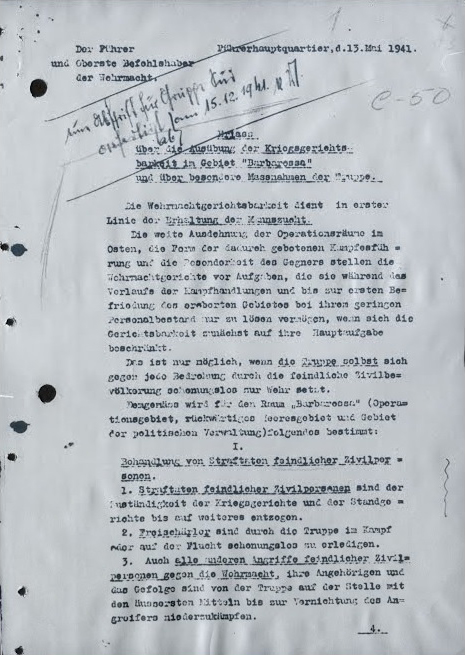
Kriegsgerichtsbarkeitserlass, Seite 1

Der Erlass über die Ausübung der Kriegsgerichtsbarkeit im Gebiet „Barbarossa“ und über besondere Maßnahmen der Truppe vom 13. Mai 1941 (Kriegsgerichtsbarkeitserlass) erging kurz vor dem deutschen Überfall auf die Sowjetunion im Zweiten Weltkrieg. Adolf Hitler ließ durch den Chef des OKW Wilhelm Keitel anordnen, dass Straftaten von Zivilpersonen, die im Gebiet der Sowjetunion gegen die deutsche Wehrmacht begangen würden, nicht durch Verfahren vor Standgerichten oder Kriegsgerichten geahndet werden durften. Vielmehr sollten flüchtende Personen unverzüglich, Tatverdächtige auf Geheiß eines Offiziers erschossen werden; Angehörige der Wehrmacht mussten nicht damit rechnen, sich nach einem Übergriff vor einem Militärgericht verantworten zu müssen.
Historiker sehen einen „engen ideologischen und rechtlichen Zusammenhang“ mit dem ungleich bekannteren Kommissarbefehl vom 6. Juni 1941, bei dem der Bruch des Völkerrechts offensichtlich ist.

## Entstehungsgeschichte
1940 begannen die Planungen für die weit gesteckten Kriegsziele im Osten, die unter dem Begriff Generalplan Ost zusammengefasst wurden. Dieser Kampf, so äußerte sich Adolf Hitler, werde sich wesentlich von dem Kampf im Westen unterscheiden. Es werde ein Vernichtungskampf mit dem Ziele der Ausrottung bestimmter politischer Gegner geführt. Dieser Kampf „gegen das Gift der Zersetzung“ sei keine Sache der Kriegsgerichte, sondern Aufgabe der Truppenführung.
Ab März 1941 wurden Pläne ausgearbeitet, um die Aufgabenverteilung und Zusammenarbeit von Einsatzgruppen mit dem Heer zu regeln. Der für Rechtsfragen im Oberkommando des Heeres (OKH) zuständige Generalleutnant z. b. V. Eugen Müller schickte am 6. Mai 1941 einen Entwurf für den späteren „Barbarossa-Gerichtsbarkeitserlass“ an das OKW, der die kurz darauf beschlossenen Anordnungen ausführlich begründet. Zu der gegnerischen Armee käme diesmal „als besonders gefährliches und jede Ordnung zersetzendes Element aus der Zivilbevölkerung der Träger der jüdisch-bolschewistischen Weltanschauung“, der seine „Waffe der Zersetzung heimtückisch und aus dem Hinterhalt“ gebrauche.
Dieser Führererlass trägt das Datum vom 13. Mai 1941. Tags darauf wurden 19 von 23 Ausfertigungen vom OKW als Geheime Kommandosache versandt. Eine Weitergabe sollte nicht vor dem 1. Juni erfolgen.

## Inhalte
Der erste Abschnitt des Befehls vom 13. Mai 1941 bezieht sich auf die „Behandlung von Straftaten feindlicher Zivilpersonen“:
- Für Straftaten feindlicher Zivilpersonen sind Kriegsgerichte oder Standgerichte bis auf weiteres nicht zuständig.
- Freischärler sind im Kampf oder auf der Flucht „schonungslos zu erledigen“.
- Zivilpersonen, die Angehörige der Wehrmacht und das Gefolge angreifen, sind sofort „niederzukämpfen“.
- Tatverdächtige können auf Geheiß eines Offiziers erschossen werden.
- Gegen Ortschaften können nach Anordnung eines Bataillonskommandeurs „kollektive Gewaltmaßnahmen“ durchgeführt werden.
- Ausdrücklich verboten wird die Festsetzung und Verwahrung von Verdächtigen, um diese später einem Gericht zuzuführen.
- Erst wenn das besetzte Gebiet „ausreichend befriedet“ ist, können die Oberbefehlshaber die Wehrmachtgerichtsbarkeit über Zivilpersonen einführen.

Ein zweiter Abschnitt des Befehls bezieht sich auf Straftaten, die von Angehörigen der Wehrmacht gegen Einwohner des besetzten Gebietes verübt werden:
- Es besteht kein Verfolgungszwang gegen den Angehörigen der Wehrmacht, selbst wenn es sich um ein militärisches Verbrechen handelt.
- Bei der Beurteilung solcher Taten sind Rachegedanken und Leiderfahrungen zu berücksichtigen, die dem deutschen Volk durch „bolschewistischen Einfluss“ zugefügt worden sind.
- Nur schwere Sexualstraftaten, Taten aus verbrecherischer Neigung, sinnlose Vernichtung von Unterkünften und Beutegut sind kriegsgerichtlich zu ahnden, da dieses zur „Aufrechterhaltung der Manneszucht“ diene.
- Bei der Beurteilung der Glaubwürdigkeit feindlicher Zivilpersonen ist „äußerste Vorsicht“ zu beachten.

Ein dritter Abschnitt stellt die persönliche Verantwortung der Befehlshaber für die Durchführung des Befehls heraus:
- Sämtliche Offiziere sollen rechtzeitig in „eindringlicher Form“ belehrt werden.
- Die Rechtsberater sind von den Weisungen und auch von den mündlich mitgeteilten politischen Absichten der Führung zu informieren.
- Nur solche Urteile sind zu bestätigen, die den politischen Absichten der Führung entsprechen.

Müller erläuterte bei einer Besprechung am 11. Juni 1941 in Warschau gegenüber den für Feindaufklärung und Abwehr zuständigen Generalstabsoffizieren (Ic) und der Wehrmacht, in welchem Sinn der Erlass auszulegen sei:
„Unter dem Begriff ‚Freischärler‘ fällt auch der, der als Zivilist die deutsche Wehrmacht behindert oder zu Behinderung auffordert (z. B. Hetzer, Flugblattverteiler, nicht befolgen deutscher Anordnungen, Brandstifter, zerstören von Wegweisern, Verräter usw.) […]. In Zweifelsfällen wird häufig Verdacht genügen müssen.“

## Ausführung und Widerstand
Die überwiegende Mehrheit der Kommandobehörden der Wehrmacht gab den Kriegsgerichtsbarkeitserlass an die unterstellten Verbände weiter und ermöglichte damit seine Umsetzung. Mehrere Truppenführer befürchteten allerdings, die Aufhebung des Strafverfolgungszwanges, der Wegfall der Standgerichte werde der Ordnung und Disziplin der Truppen schaden. Das AOK 6 sah sich veranlasst, in seinen Ausführungsbestimmungen zum Erlass darauf hinzuweisen, ein Divisionskommandeur könne trotz des Erlasses Kriegsgerichtsverfahren bei Straftaten gegen die Zivilbevölkerung anordnen. Dagegen fanden die Bestimmungen des ersten Abschnitts, die verfahrenslosen Hinrichtungen und die kollektiven Gewaltmaßnahmen, kaum Kritik. Diese stießen teilweise sogar auf ausgesprochene Zustimmung. Manche Truppenkommandeure schränkten die Ermächtigung aller Offiziere zu verfahrenslosen Hinrichtungen eigenmächtig ein, reduzierten den Personenkreis oder ordneten wie Generaloberst Heinz Guderian trotzdem schnelle Feldgerichtsverfahren an. Skeptische Äußerungen wie die von Generaloberst Franz Halder waren selten. Er schrieb: „Wenn diese Disziplin gefährdet wird oder wankt, dann ist es mit militärischer Führung […] vorbei. Die Verantwortung für die Verletzung der völkerrechtlichen Vereinbarungen und Gepflogenheiten wirkt nicht so unmittelbar drückend, zumal die hier mitspielenden Rechtsbegriffe teilweise recht dehnbar sind …“
Auf erheblich größere Vorbehalte und Widerstand stieß der wenige Tage später erlassene Kommissarbefehl, der sich auf den Kriegsgerichtsbarkeitserlass bezieht und die Aussonderung und Liquidierung von Politkommissaren anordnet.

## Deutungen
Der Historiker Jürgen Förster bezog bei seiner Deutung eine Anweisung Walther von Brauchitschs vom 24. Mai 1941 ein, in der die Vorgesetzten aufgefordert werden, „willkürliche Ausschreitungen einzelner Heeresangehöriger zu verhindern und einer Verwilderung der Truppe rechtzeitig vorzubeugen.“ Förster kritisierte „die Verlagerung der Verantwortung nach unten“ und urteilte: „Hätte sie [i. e. die Heeresführung] aber wirklich der Erschütterung des Rechtsbewusstseins der Truppe durch ideologische Vorgaben […] vorbeugen wollen, hätte sie zumindest nicht einen eigenen Beitrag zur Völkerrechtsbeugung vorlegen dürfen und sich der Einschränkung der Kriegsgerichtsbarkeit stärker widersetzen müssen.“
Christian Streit befand, die Ausarbeitung des Erlasses vom 13. Mai 1941 und des sich darauf beziehenden Kommissarbefehls vom 6. Juni 1941 sei „ein entscheidender Schritt in Richtung auf die Einbeziehung der Wehrmacht in die Vernichtungspolitik“. Die Militärhistoriker Michael Epkenhans und John Zimmermann resümieren: „Der Kriegsgerichtsbarkeitserlass gab den Soldaten einen Freibrief bei der Behandlung der Bewohner des Landes, das sie erobern sollten.“ Wigbert Benz stellte fest, dass die sowjetische Zivilbevölkerung durch den von der Wehrmachtführung ausgearbeiteten Kriegsgerichtsbarkeitserlass faktisch für vogelfrei erklärt wurde. Er sei ein „Kernbestandteil der verbrecherischen Befehle“, denen hunderttausende sowjetische Zivilisten zum Opfer fielen.
Über die Bewertung der Haltung jener Offiziere, die später als Widerstandskämpfer am 20. Juli 1944 hervortraten, entstand eine Kontroverse, inwiefern der Kriegsgerichtsbarkeitserlass im Jahre 1941 bei der Wehrmacht auf Ablehnung gestoßen sei. Johannes Hürter und Felix Römer belegten, dass der Erlass auch im Heeresgruppenkommando Mitte als Grundlage der deutschen Besatzungspolitik akzeptiert wurde. Sie betonten, der Kriegsgerichtsbarkeitserlass sei im Grundgedanken akzeptiert worden; Protest habe sich ausschließlich gegen die Aufhebung des Strafverfolgungszwangs gerichtet. Hermann Graml wertete die Ausführungsbestimmungen der Truppenkommandeure zum Erlass hingegen als Versuch, „menschliches Verhalten zumindest in Ansätzen zu sichern“. In den „Zeitläuften“ vom 30. Oktober 2008 stellte Felix Römer im Zusammenhang mit seinem im selben Jahr erschienenen Buch fest: „In kaum einem Bereich aber wirkte die Armee so unmittelbar, aktiv und umfassend an der Realisierung der nationalsozialistischen Vernichtungspolitik mit wie bei der Umsetzung dieses Befehls.“ In einer speziellen Untersuchung zur Umsetzung des Kriegsgerichtsbarkeitserlasses im Ostheer zeigt Römer, dass schon der Kriegsgerichtsbarkeitserlass die Grundlage zur späteren „Partisanenbekämpfung“ schuf, eben weil bereits dieser forderte, nicht nur Freischärler „durch die Truppe im Kampf oder auf der Flucht schonungslos zu erledigen“, sondern auch „alle anderen Angriffe feindlicher Zivilpersonen […] auf der Stelle mit den äußersten Mitteln bis zur Vernichtung des Angreifers niederzumachen“ und damit die bis dahin in den deutschen Vorschriften gegen Freischärler vorgesehenen kriegsgerichtlichen Verfahren weitgehend obsolet machte. Eine ähnliche Bedeutung für die unter dem Deckmantel „Partisanenbekämpfung“ durchgeführten Vernichtungsaktionen gegen sowjetische Zivilisten sieht auch der Historiker Christian Gerlach.